# Жарков, Алексей Дмитриевич
Алексе́й Дми́триевич Жарко́в (27 марта 1948, Москва — 5 июня 2016, Москва) — советский и российский актёр театра, кино и дубляжа. Народный артист Российской Федерации (1994).

## Биография
Алексей Дмитриевич Жарков родился в Москве 27 марта 1948 года. Мать работала бухгалтером, отец — плотником. В детстве выучился игре на баяне. Занимался в доме пионеров в секции по художественному слову под руководством Ивана Михайловича Елягина.
В 1960 году, когда Алексей выступал на сцене Колонного зала Дома союзов с отрывком из «Василия Тёркина» под аккомпанемент собственного баяна, его заметил находившийся в зале режиссёр Марк Донской и пригласил в свою картину «Здравствуйте, дети!». Через год снялся в приключенческом фильме Ролана Быкова «Пропало лето».
Окончил Школу-студию МХАТ (курс А. М. Карева) в 1970 году.
В 1971—1988 годах — актёр Театра имени Ермоловой. Играл в спектаклях «Разлом» (1977), «Мэри Поппинс» (1979), «Василиса Мелентьева» (1982), «Деньги для Марии» (1985), «Говори…» (1987). В 1988—2000 годах — актёр МХАТа имени А. П. Чехова. В 2000 году вернулся в театр имени Ермоловой.
С конца 1970-х вновь начал активно сниматься в кино (по 3-5 фильмов в год), исполняя разнообразные характерные роли (чаще всего второго плана, зачастую сложных, неоднозначных, и даже отрицательных персонажей). В отличие от многих других советских актеров, не оставался без работы и после распада СССР.
После перенесённого в 2012 году инсульта проживал на подмосковной даче. Там же в начале марта 2016 года случился и новый приступ. 5 июня 2016 года артист скончался на 69-м году жизни, в Москве.
Похоронен на Покровском (Селятинском) кладбище Наро-Фоминского района Московской области.

## Семья и личная жизнь
В 1972 году женился на бортпроводнице Любови, в браке родились сын Максим (стал следователем) и дочь Анастасия (род. 1980, стала преподавателем актёрского мастерства). На момент смерти у актёра были две внучки.
Его старший брат — актёр Александр Жарков.

## Избранная фильмография

### Роли в кино
- 1962 — Здравствуйте, дети! — Петя
- 1976 — Эти непослушные сыновья — Олег
- 1978 — Познавая белый свет — Николай
- 1979 — Следствие ведут ЗнаТоКи. Подпасок с огурцом — «Кочегар»
- 1979 — Последняя охота — Дрейс, член экипажа шхуны
- 1979 — Пристань
- 1980 — Крик гагары — майор Брагин, командир полка
- 1980 — Ночное происшествие — Степан Воронов, таксист
- 1980 — Гражданин Лёшка — Олежек
- 1980 — Мелодия на два голоса — Гриша, парикмахер (озвучивает Юрий Саранцев)
- 1980 — Ты должен жить — Лёшка Рожков, лётчик
- 1981 — Личная жизнь директора — Гена Авдеев, работник комбината (озвучил Валерий Захарьев; в титрах не указан)
- 1981 — Штормовое предупреждение — Валентин Фёдорович Николаев, зоотехник
- 1981 — Гиблое дело — Гришин
- 1981 — Трижды о любви — Пашка
- 1982 — Грибной дождь — Проклов
- 1982 — Вы чьё, старичьё? — Андрей, жених Валентины, вернувшийся из колонии
- 1982 — Нас венчали не в церкви — Иван Фёдорович, мировой судья
- 1982 — Родился я в Сибири… — Василий Завьялов
- 1983 — Торпедоносцы — старшина Черепец
- 1984 — Мальва — Василий Легостев
- 1984 — Прохиндиада, или Бег на месте — официант Коля
- 1984 — Мой друг Иван Лапшин — Окошкин
- 1984 — Парад планет — Руслан Слонов, «Слон», грузчик
- 1984 — Блондинка за углом — рабочий универсама
- 1985 — Хочу тебе сказать… — попутчик Василия
- 1985 — Вина лейтенанта Некрасова — Некрасов
- 1985 — Деньги для Марии — Евгений Николаевич
- 1985 — Иван Бабушкин — Иван Бабушкин
- 1985 — Берега в тумане — полковник Самохвалов, начальник контрразведки
- 1986 — Михайло Ломоносов — Постников
- 1986 — Время сыновей — Михаил Кадкин
- 1986 — Прости — Александр Семёнович
- 1986 — Была не была — Андрей Петрович Звягинцев, директор школы
- 1987 — На исходе ночи — Кукаркин
- 1987 — Джамайка — Стас Попков
- 1987 — Десять негритят — Уильям Блор
- 1987 — Выйти из леса на поляну — гость учителя
- 1987 — Жизнь Клима Самгина — Владимир Васильевич Лютов, купец 1-й гильдии
- 1988 — Дама с попугаем — Сергей Алексеевич, механик в аэропорту
- 1988 — Криминальный талант — Сергей Георгиевич Рябинин, следователь прокуратуры
- 1988 — Любовь к ближнему — Мухоморов
- 1988 — Город Зеро — следователь
- 1989 — Узник замка Иф — Данглар
- 1989 — Васька — Осип
- 1989 — В городе Сочи тёмные ночи — Степаныч
- 1989 — Женщины, которым повезло — Николай Ромашов, муж Веры
- 1990 — Затерянный в Сибири — вор Никола
- 1990 — Имитатор — Лев Козак
- 1991 — Кремлёвские тайны шестнадцатого века  — царь Иван Грозный
- 1991 — Непредвиденные визиты — Матвей Захарович Аграненко
- 1991 — Не будите спящую собаку — Чибис
- 1991 — Мигранты — Виктор
- 1991 — Чокнутые — Александр Христофорович Бенкендорф
- 1991 — Любовь на острове смерти — профессор Эрвин Бернер
- 1992 — Генерал — Лев Мехлис
- 1992 — Я хотела увидеть ангелов — врач, работник морга
- 1992 — Бабник 2 — Геннадий Андреевич
- 1992 — Аляска, сэр!  — «Катар»
- 1992 — Отшельник — Гера
- 1992 — Белый король, красная королева — Сергей Жиров
- 1992 — Вальс золотых тельцов — Филипп Михайлович
- 1993 — Завещание Сталина — Иван Сташков
- 1993 — Предсказание — Игорь Петрович Поплавский, бывший сотрудник МГБ или КГБ
- 1993 — Сны — генерал-полковник Клочков, заместитель министра обороны
- 1994 — Жизнь и необычайные приключения солдата Ивана Чонкина — Гладышев, селекционер, который выращивал пуксы
- 1994 — Прохиндиада 2 — Николай Николаевич
- 1995 — Роковые яйца — Щукин
- 1996 — Мужчина для молодой женщины — начальник колонии
- 1996 — Короли российского сыска
- 1996 — Кавказский пленник — Маслов
- 1996 — Карьера Артуро Уи. Новая версия — Джузеппе Дживола, торговец цветами, гангстер
- 1996 — Ревизор — Артемий Филиппович Земляника
- 1997 — Мытарь — Новицкий
- 1998 — Паранойя
- 1998 — Хрусталёв, машину! — чин МВД
- 1997 — Дети понедельника — Вася Нечуенко
- 1998 — Чехов и Ко — Николай Петрович Колпаков (4 серия «Хористка») / Иван Иванович Двоеточнев (7 серия «Невидимые миру слёзы») / Лев Иванович Попов (9 серия «Житейские невзгоды») / Илья Мартыныч Яшкин (9 серия «Мыслитель»)
- 1998 — Кому я должен — всем прощаю — хозяин квартиры
- 1999 — Поворот ключа — Нехорошев
- 1999 — Куба далеко
- 2000 — Истинные происшествия — фотограф
- 2000 — 2008 — Тайны дворцовых переворотов — Алексей Долгоруков
- 2001 — Идеальная пара — Щербатов, финансовый директор
- 2001 — Медики  — Мамедов
- 2000 — Граница. Таёжный роман — «Папа», контрабандист
- 2002 — Возбуждение
- 2002 — Бездельники — Цветиков он же «Мозоль»
- 2002 — Дронго — «Трубочист»
- 2003 — Замыслил я побег — Аварцев
- 2003 — Нет спасения от любви — Сидор
- 2003 — Прощание в июне — судья
- 2004 — Странствия и невероятные приключения одной любви — Винт
- 2004 — Сматывай удочки — мастер из автосервиса
- 2004 — Время жестоких — Иван Фомич Фролов
- 2004 — Потерявшие солнце — Егорыч
- 2004 — Узкий мост — алкаш с козой
- 2004 — Штрафбат — Илья Григорьевич Лыков, генерал-майор, командир дивизии
- 2005 — Фартовый — «Дьяк» (Никанор Евстафьевич Дьяков), «вор в законе»
- 2005 — Убойная сила-6 — «Рыба», вор в законе (серия «Казачий разъезд»)
- 2005 — Казус Кукоцкого — бомж
- 2006 — Меченосец — отец
- 2007 — 2009 — Группа ZETA — Косенко
- 2007 — Несколько простых желаний
- 2007 — Дело было в Гавриловке — Виссарион
- 2007 — Принцесса цирка — Алексей Романов
- 2008 — Чемпион — отец Тины
- 2008 — Москва улыбается[10]
- 2009 — Палата № 6 — прежний главврач (последняя роль в кино)

### Киножурнал «Ералаш»
- 1996 — Выпуск № 113 (сюжет «Иван Грозный и его сын»)[11] — Иван Грозный
- 2001 — Выпуск № 145 (сюжет «Первый шаг»)[12] — хозяин квартиры

### Киножурнал «Фитиль»
- 2001 — Выпуск № 411 (новелла «Чертовщина») — священник
- 2001 — Выпуск № 414 (новелла «Террорист») — террорист
- 2005 — Выпуск № 47 (новелла «Будем взаимно культурны») — Василий Латышев, водитель трамвая

### Озвучивание ролей
- 1989 — Катала — Алексей Греков / Грек (Валерий Гаркалин)
- 1991 — Любовь на острове Смерти — профессор Эрвин Бёрнер (Нодар Мгалоблишвили)

### Озвучивание мультфильмов
- 1994 — Страницы российской истории. Земля предков — Олег Вещий

### Аудиоспектакли
- 1988 — Про Федота-стрельца, удалого молодца — Федот — аудиоспектакль (выпущен в 2002 году)

## Документальные фильмы и телепередачи
- 2017 — «Раскрывая тайны звёзд. Алексей Жарков» («Москва Доверие»)[13].
- 2020 — «Алексей Жарков. Эффект бабочки» (ТВ Центр)[14].

## Признание и награды
- Заслуженный артист РСФСР (11 июля 1984 года)
- Народный артист Российской Федерации (29 августа 1994 года) — за большие заслуги в области театрального искусства[2]
- Орден Дружбы (23 октября 1998 года) — за многолетнюю    плодотворную деятельность в области театрального искусства и в связи  со 100-летием Московского Художественного академического театра[15].